# Fernando Maio de Paiva
Fernando Maio de Paiva (São Pedro do Sul, 26 novembre 1962) è un vescovo cattolico portoghese, dal 21 marzo 2024 vescovo di Beja.

## Biografia

### Formazione
Nato a São Pedro do Sul, nel distretto di Viseu, dopo aver studiato ingegneria elettronica, consegue la laurea in teologia e quella in filosofia presso l'Università Cattolica del Portogallo in Lisbona nel 2004. Frequenta inoltre il Corso di gestione delle Organizzazioni sociali presso la AESE Business School in Lisbona, lavorando successivamente come libero professionista nel campo dell'ingegneria e come docente. Dopo il trasferimento del Seminario di Sao Paulo de Almada alla diocesi di Setúbal, inizia il suo percorso di formazione.
Nel 2013 consegue il master in filosofia della religione e fenomenologia religiosa presso la Facoltà di scienze umane dell'Università Cattolica del Portogallo.

### Ministero presbiterale
Riceve l'ordinazione presbiterale il 10 aprile 2005 dal vescovo Gilberto Canavarro dos Reis, incardinandosi nella diocesi di Setúbal. Dopo l'ordinazione, è vicario parrocchiale presso la parrocchia di Nossa Senhora de Anunciada, nel 2005. Diviene poi formatore e tesoriere presso il seminario di Sao Paulo de Almada, dal 2005 al 2017, per poi ricoprire il ruolo di vicario foraneo.
Nel corso del suo ministero, è anche membro del Consiglio presbiterale, del Collegio dei consultori e della Commissione diocesana per la tutela dei minori e delle persone vulnerabili. Inoltre è delegato per la formazione del clero. Presidente del Comitato di gestione del Fondo diocesano per il clero, dal 2017 al 2024 è parroco presso la chiesa di Nossa Senhora de Anunciada in Setúbal. 
Infine, dal 2023 al 2024 è vicario generale della diocesi, oltre a ricoprire i seguenti inarichi:
- responsabile del monitoraggio dei giovani sacerdoti della diocesi di Setúbal (2009-2024);
- membro del Consiglio di amministrazione della Scuola diurna diocesana Frei Luis de Sousa (2012-2024);
- vicario foraneo del Vicariato di Setúbal (2021-2024).

### Ministero episcopale
Il 21 marzo 2024 è nominato da papa Francesco vescovo di Beja e riceve l'ordinazione episcopale il 7 luglio successivo, presso la cattedrale di Beja, da Francisco José Villas-Boas Senra de Faria Coelho, arcivescovo metropolita di Évora, co-consacranti principali José João dos Santos Marcos, vescovo emerito di Beja, ed il cardinale Américo Manuel Alves Aguiar, vescovo di Setúbal. Alla celebrazione è presente il presidente del Portogallo Marcelo Rebelo de Sousa. Nella stessa occasione prende possesso della diocesi, insediandosi sulla cattedra episcopale.

## Genealogia episcopale
- Cardinale Scipione Rebiba
- Cardinale Giulio Antonio Santori
- Cardinale Girolamo Bernerio
- Arcivescovo Galeazzo Sanvitale
- Cardinale Ludovico Ludovisi
- Cardinale Luigi Caetani
- Cardinale Ulderico Carpegna
- Cardinale Paluzzo Paluzzi Altieri degli Albertoni
- Papa Benedetto XIII
- Papa Benedetto XIV
- Cardinale Enrico Enriquez
- Arcivescovo Manuel Quintano Bonifaz
- Cardinale Buenaventura Córdoba Espinosa de la Cerda
- Cardinale Giuseppe Maria Doria Pamphilj
- Cardinale Francesco Saverio Castiglioni
- Papa Pio IX
- Cardinale Alessandro Franchi
- Arcivescovo Gaetano Aloisi Masella
- Cardinale José Sebastião d'Almeida Neto
- Vescovo António José de Souza Barroso
- Vescovo Manuel Luís Coelho da Silva
- Cardinale Manuel Gonçalves Cerejeira
- Cardinale António Ribeiro
- Arcivescovo Maurílio Jorge Quintal de Gouveia
- Arcivescovo José Francisco Sanches Alves
- Arcivescovo Francisco José Villas-Boas Senra de Faria Coelho
- Vescovo Fernando Maio de Paiva